# Подольские говоры

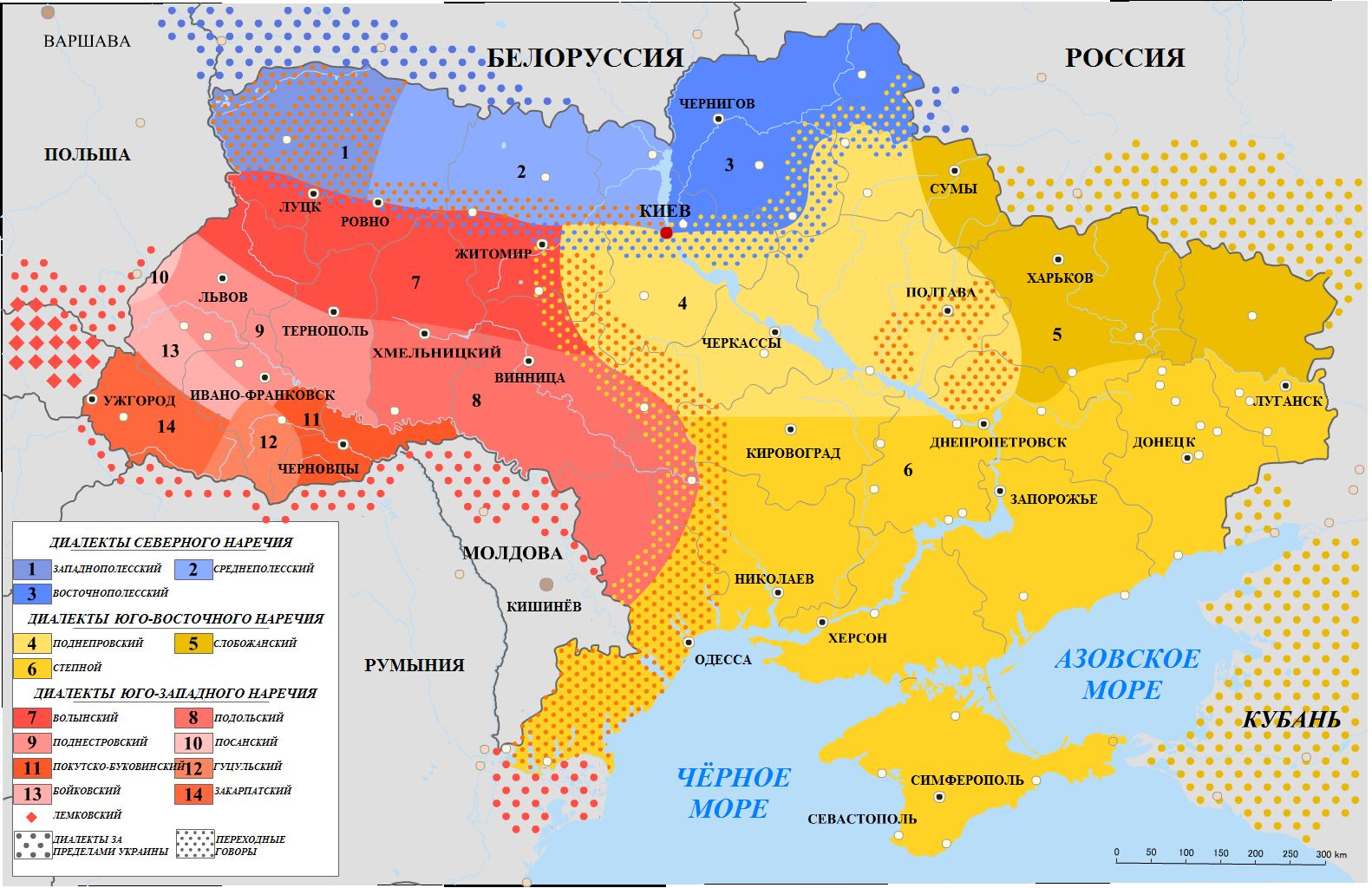
Ареал подольских говоров на карте диалектов украинского языка

Подо́льские го́воры (укр. подільський говір) — говоры юго-западного наречия украинского языка, распространённые на юго-западе Украины преимущественно в исторической области Подолье (бо́льшая часть Винницкой области, исключая её северные районы, южная часть Хмельницкой области, северная часть Одесской области, северо-западная часть Николаевской области и крайне западные районы Черкасской и Кировоградской областей, а также некоторые северные и восточные районы Молдавии). Вместе с волынскими образуют архаичную волынско-подольскую группу говоров.
На основе материалов «Атласа украинского языка» и ряда других диалектологических исследований подольский ареал разделяют на северноподольские, южноподольские, западноподольские и восточноподольские говоры.

## Классификация
Подольские говоры размещены на границе с областью распространения говоров юго-восточного наречия, для них характерны языковые черты как юго-западного украинского, так и юго-восточного украинского происхождения. Поскольку преобладающими чертами в подольском ареале являются юго-западные украинские черты подольские говоры, несмотря на наличие в их языковой системе юго-восточных диалектных явлений, относят к юго-западному наречию.
Подольский диалектный ареал является неоднородным. Диалектологи отмечают в подольских говорах диалектные особенности в северном, южном, западном и восточном регионах. В северноподольских говорах распространено большое число общих черт с волынскими говорами, в южноподольских — с покутско-буковинскими говорами, в западноподольских — с поднестровскими говорами, в восточноподольских — со среднеподнепровскими и степными говорами.

## Область распространения

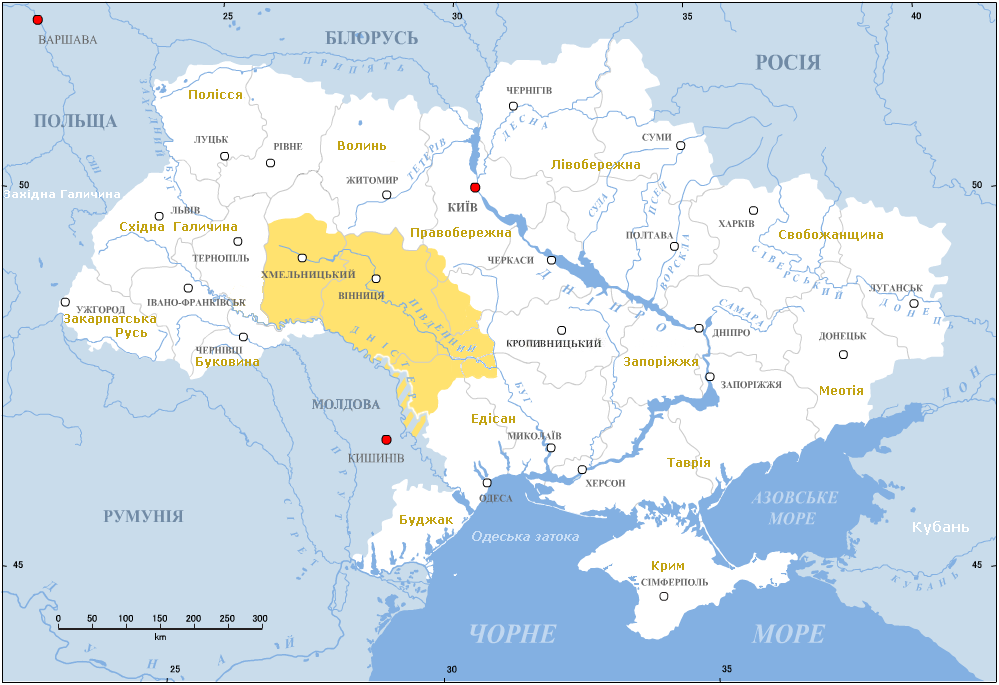
Подолье на карте Украины

Область распространения подольских говоров размещена на юго-западе Украины — она находится в пределах исторической области Подолье — данная область расположена между Западной и Центральной Украиной к северу от Молдавии.
Согласно современному административному делению Украины, ареал подольских говоров охватывает южные районы Хмельницкой области, центральные и южные районы Винницкой области, крайне западные районы Черкасской и Кировоградской областей, северо-западные районы Николаевской области, а также северные районы Одесской области. Часть подольских говоров размещена в рассеянном распространении в северо-восточной части территории Молдавии чересполосно с говорами румынского языка.
Ареал подольских говоров на востоке граничит с ареалами говоров юго-восточного украинского наречия: на северо-востоке — с ареалом среднеподнепровских говоров, на востоке и юго-востоке — с ареалом степных говоров. С юга и юго-запада к области распространения подольских говоров примыкает ареал молдавского (или румынского) языка. На западе и севере ареал подольских говоров соседствует с ареалами других говоров юго-западного наречия украинского языка: на западе — с ареалом покутско-буковинских говоров, на северо-западе — с ареалом поднестровских говоров, на севере — с ареалом волынских говоров.

## Особенности говоров
Основные фонетические черты подольских говоров:
1. Полное или частичное неразличение безударных гласных е, и, о: сеило́ / сило́, шеро́кий, тоуб’í / туб’í, доуп’íк / дуп’íк.
2. Отсутствие перехода а в е, і после мягких согласных: з’ат’, вз’аў, йагн’á. Переход а > е отмечается только в западноподольских говорах: з’ет’, вз’еў, йагн’é.
3. Сильное «уканье»: куро́ва / коуро́ва (укр. литер. корова «корова»), дуро́га / доуро́га (укр. литер. дорога «дорога»), туб′í / тоуб′í (укр. литер. тобі «тебе»).
4. Твёрдое произношение согласного p перед гласными: бура́к, радо́к, расни́й, зора́, гово́ру и т. д.
5. Распространение в южноподольских говорах конечного ц: хло́пеиц, м’íс’ац.
6. Наличие твёрдых переднеязычных согласных т, д, н, с, з, л перед і, рефлекса древнего о: ніс, сік, стіл, лій.
7. Сохранение звонкости согласных в позиции перед глухими и в конце слова (при оглушении их в остальных говорах юго-западного наречия): ду[б] (укр. литер. ду[б] «дуб»), кни́[ж]ка (укр. литер. кни́[ж]ка «книжка»).
8. Вставные л’, н’ после губных согласных: рипл’áх, здорóўл’а, жáбл’ачий, корóўл’ачий, мн’áсо, мн’áта.
9. Переход в > м в сочетании вн: р’íмний, дамно́.
10. Наличие протетических согласных в и г в позиции перед гласными: гóс’ін’ / вóс’ін’, гора́ти / вора́ти, вор’íх, во́стрий, го́стрий.
11. Стяжение сдвоенных согласных: нас’íн’а, кор’íн’а, жит’á.
12. Твёрдость согласного т в формах глаголов 3-го лица единственного и множественного числа настоящего времени и 2-го лица множественного числа повелительного наклонения: ро́бит, но́сит, рóбл’ат, нóс’ат, роб’íт, нос’íт.
13. Отсутствие перехода зубных согласных в шипящие в глагольных формах типа хóд’у, нóс’у, крýт’у, вóд’у и т. д.

К морфологическим чертам подольских говоров относятся:
1. Склонение существительных мягкой и смешанной групп по типу твёрдой группы: кон’óв’і, товáришов’і, кон’óм, това́ришом, зеимл’óйу, долóн’ойу, гру́шойу, пóл’ом. В западноподольских говорах существительные женского рода в форме творительного падежа единственного числа имеют окончания -еў или -оў, -ом: землéў, душéў, зеимл’óў, душóў, зеимл’óм, душо́м.
2. Распространение в южноподольских говорах флексии -и у существительных III склонения в форме родительного падежа единственного числа (со́ли, сме́рти) и флексии -ох у существительных типа сіни, груди в форме местного падежа (у с’íн’ох, у грýд’ох).
3. Сокращение окончаний прилагательных и притяжательных местоимений женского рода в формах дательного и местного падежей единственного числа: зеилéн’і трав’í, на зеилéн’і трав’í, нáш’і бригáд’і, у нáш’і бригáд’і.
4. Отсутствие различения твёрдых и мягких основ прилагательных: си́ний, да́вний.
5. Образование форм превосходной степени прилагательных при помощи суффикса -ішч: добр’íшчий, син’íшчий, чеирвон’íшчий.
6. Образование форм глагола будущего времени несовершенного вида как аналитическим, так и синтетическим способами: роби́тиму, бу́ду роби́ти и бу́ду роби́ў.
7. Распространение в западноподольских говорах формы глаголов прошедшего времени типа роби́лис-мо, роби́лис-те.
8. Распространение в южноподольских говорах флексии -е на месте безударной -ить в глаголах II спряжения: він хóд[е] (укр. литер. він ходить «он ходит»), він рóб[е] (укр. литер. він робить «он делает»).
9. Препозитивное употребление частицы ся в западноподольских говорах: де с’а ти д’íла.

Среди синтаксических особенностей подольских говоров отмечается распространение словосочетаний типа п’ішóу за водо́йу, п’ішóў води́ (в западноподольских и южноподольских говорах), п’íсл’а (пóсл’а) об’íду и т. д.
Лексические особенности подольских говоров:
1. Распространение слов, известных большинству говоров юго-западного украинского наречия (в пределах области распространения подольских говоров проходят крайние части ареалов данных слов): най (укр. литер. хай, нехай), когу́т (укр. литер. півень «петух»), т’ічки́ (т’ічóк) (укр. литер. пасіка), р’íшча (укр. литер. хмиз), клáн’а (укр. литер. півкола), комар’í (укр. литер. мурашки), а-са́ (звук, которым подзывают свиней), а-рйа́ (звук, которым подзывают овец).
2. Распространение слов, известных в юго-восточном украинском ареале и в разной степени охватывающих подольский регион: завóд’ат (укр. литер. виють (про вовків) «воют (о волках)»), чорногу́з (укр. литер. лелека), шмато́к (укр. литер. кусок).
3. Распространение заимствование из восточнороманских диалектов некоторых слов (прежде всего, в южноподольских говорах): папшо́йа (укр. литер. кукурудза), бурде́й (укр. литер. землянка) и т. д.